# Gordon Kennett
Gordon Kennett (Bromley, Inglaterra; 2 de septiembre de 1953 – 12 de septiembre de 2023) fue un piloto inglés de motociclismo, especialista en motovelocidad, campeón mundial en 1978 en Polonia.

## Equipos
| Periodo   | Equipo                |
| --------- | --------------------- |
| 1970      | Wimbledon Dons        |
| 1970–1972 | Eastbourne Eagles     |
| 1971      | Leicester Lions       |
| 1971      | Hackney Hawks         |
| 1971      | Cradley Heathens      |
| 1971      | King's Lynn Stars     |
| 1972–1975 | Oxford Rebels         |
| 1976–1978 | White City Rebels     |
| 1979-1982 | Eastbourne Eagles     |
| 1983      | King's Lynn Stars     |
| 1984      | Wimbledon Dons        |
| 1985-1990 | Eastbourne Eagles     |
| 1991–1992 | Milton Keynes Knights |
| 1993      | Exeter Falcons        |
| 1993      | Wolverhampton Wolves  |

## Apariciones en la Copa Mundial

### Individual
- 1978 -  - Londres, Wembley Stadium - 2.º - 12pts[5][6]

### Parejas
- 1978 -  Chorzów, Silesian Stadium (con Malcolm Simmons) - 1.º - 24pts (9)

### Equipo
- 1978 -  Landshut, Ellermühle Stadium (con Malcolm Simmons / Dave Jessup / Peter Collins / Michael Lee) - 2.º - 27pts (3)
- 1981 -  Olching, Speedway Stadion Olching (con Dave Jessup / Chris Morton / Kenny Carter / John Henry Davis) - 2.º - 29pts (1)

## Logros
- Speedway World Pairs Championship en 1978
- London Rider's Championship en 1976
- Pride of Midlands en 1977
- Wolverhampton Olympique en 1978
- Brittish League Division Two en 1971, 1986 y 1987
- Midland Cup en 1975
- Brittish League en 1977